# Regierungsbezirk
In vier Bundesländern Deutschlands ist ein Regierungsbezirk (kurz Reg.-Bez.) der Bezirk einer allgemeinen Landesmittelbehörde, in der ressortverschiedene Aufgaben gebündelt werden. Diese Behörde wird von einem Regierungspräsidenten geleitet und trägt selbst die Bezeichnung Regierungspräsidium (in Baden-Württemberg und Hessen), Regierung (in Bayern) oder Bezirksregierung (in Nordrhein-Westfalen). Die Bezeichnung stammt aus der Verwaltungseinteilung Preußens, wo sie Anfang des 19. Jahrhunderts als Königliche Regierung entstand.
Die Landesmittelbehörde steht als Mittelinstanz zwischen oberen und obersten Landesbehörden (Ministerium) und dem Landrat als unterer Landesbehörde für den Bezirk eines Kreises.

## Regierungsbezirke
In folgenden Ländern gibt es Regierungsbezirke:
- Baden-Württemberg – 4 Regierungsbezirke: Freiburg, Karlsruhe, Stuttgart, Tübingen
- Bayern – 7 Regierungsbezirke (siehe auch Liste): Oberbayern, Niederbayern, Oberfranken, Mittelfranken, Unterfranken, Oberpfalz, Schwaben. Unabhängig von diesen Bezirksregierungen als staatlicher Mittelbehörde existieren auch mit diesen deckungsgleiche Selbstverwaltungskörperschaften, die Bezirke.
- Hessen – 3 Regierungsbezirke: Darmstadt, Gießen, Kassel
- Nordrhein-Westfalen – 5 Regierungsbezirke (siehe auch Liste): Arnsberg, Detmold, Düsseldorf, Köln, Münster

In folgenden Ländern gibt es keine Einteilung in Regierungsbezirke mehr:
- Rheinland-Pfalz (seit 1. Januar 2000, die Einteilung blieb aber für die Amtliche Statistik erhalten)
- Sachsen-Anhalt (seit 1. Januar 2004)
- Niedersachsen (seit 1. Januar 2005, Einteilung blieb aber für die Niedersächsische Landesschulbehörde sowie für die Amtliche Statistik erhalten)
- Sachsen (seit 1. März 2012; hier wurden die Regierungsbezirke am 1. August 2008 im Zuge der Verwaltungsneuordnung in Direktionsbezirke umbenannt, diese drei Direktionsbezirke dann aber am 1. März 2012 zu einer einzigen Landesdirektion Sachsen zusammengelegt, die Einteilung blieb aber für die Amtliche Statistik erhalten)

Brandenburg, Mecklenburg-Vorpommern und Thüringen haben beim Beitritt zur Bundesrepublik Deutschland 1990 keine Regierungsbezirke eingerichtet, in Schleswig-Holstein und im Saarland gab es nie Regierungsbezirke, auch in den Stadtstaaten nicht.

## Geschichte
Preußen gliederte zwischen 1808 und 1816 sein Staatsgebiet in Provinzen und Regierungsbezirke. Letztere gaben seit 1811 ein Amtsblatt für öffentliche Mitteilungen heraus. Mit der Bayerischen Verfassung von 1808 erfolgte noch vor Preußen die endgültige systematische Einteilung des nunmehrigen Königreichs Bayern in Kreise, die als Mittelbehörden nicht den heutigen Landkreisen, sondern den heutigen Bezirken entsprachen.
Auch während der Zeit des Deutschen Reiches gab es in den größeren nichtpreußischen Bundesstaaten ebenfalls den preußischen Regierungsbezirken vergleichbare Mittelinstanzen der staatlichen Verwaltung, allerdings unter anderen Bezeichnungen: Kreise in Bayern (bereits seit 1806) und Württemberg (1818–1924), Provinzen in Hessen(-Darmstadt) (1803–1848 und 1861–1937), Landeskommissärbezirke in Baden, Kreishauptmannschaften in Sachsen.
In der NS-Zeit wurden im Zuge der Vereinheitlichung der Verwaltungsterminologie nach preußischem Vorbild durch die Dritte Verordnung über den Neuaufbau des Reichs vom 28. November 1938 die bayerischen Kreise und die sächsischen Kreishauptmannschaften mit Wirkung zum 1. Januar 1939 in Regierungsbezirke umbenannt.
Nach 1945 wurden die Regierungsbezirke in den meisten Flächenstaaten wieder als staatliche Mittelinstanz eingerichtet. Die Verwaltungsbehörde für die Regierungsbezirke, deren Grenzen sich im Laufe ihrer Geschichte mehrmals geändert haben, wurde entweder „Regierungspräsidium“, „Regierung“, „Der Regierungspräsident“ oder „Bezirksregierung“ genannt. Leiter dieser Behörde ist der Regierungspräsident.
In der Deutschen Demokratischen Republik wurden im Zuge der Abschaffung der Länder bei der Verwaltungsreform von 1952 sogenannte Bezirke eingerichtet, deren Gebiete sich nur teilweise mit früheren Regierungsbezirken deckten. Bei der Wiedereinrichtung der Länder in der in Auflösung begriffenen DDR 1990 wurden nur in Sachsen-Anhalt und Sachsen erneut Regierungsbezirke geschaffen, die jedoch heute nicht mehr bestehen (siehe folgender Abschnitt).
Die Abschaffung in mehreren deutschen Bundesländern entsprang dem Bestreben, die Aufgaben landesweit zu bündeln (durch Ministerien oder Landesoberbehörden) bzw. auf die kommunale Ebene zu verlagern. So hat z. B. Rheinland-Pfalz seine Regierungsbezirke aufgelöst, während etwa in Baden-Württemberg diese Verwaltungsebene durch die Verwaltungsreform von 2005 gestärkt wurde, indem neue Aufgaben auf sie übertragen worden sind.
Eine andere Entwicklung vollzog sich in Nordrhein-Westfalen. Mit Beginn 2007 wurden verschiedene Sonderbehörden (z. B. Staatliche Umweltämter, Ämter für Agrarordnung, Ämter für Arbeitsschutz) in die Bezirksregierungen eingegliedert. Ein Teil ihrer Tätigkeiten wurden auch zu den Kommunen verlagert. Die Industrievertreter haben diesen Schritt ursprünglich als Bürokratieabbau befürwortet. Zunehmend werden jedoch Befürchtungen laut (BDI, VCI), dass die kommunalen Abhängigkeiten nicht mehr den bisherigen unabhängigen rechtlichen Standard gewährleisten können.
Werden Aufgaben der Mittelbehörden auf untere Instanzen verlagert, ist verwaltungsorganisatorisch der Grundsatz der Einräumigkeit zu beachten, wonach der örtliche Zuständigkeitsbereich der allgemeinen Behörden und der Sonderbehörden sowie der verschiedenen Sonderbehörden untereinander territorial deckungsgleich und diese unterschiedlichen Behörden für ein und dasselbe geografische Gebiet zuständig sein sollen („verwaltungsgeografische Kongruenz“).

## Ehemalige Regierungsbezirke
- Vor 1945 aufgelöst:
  - Berlin (Brandenburg, 1822)
  - Kleve (Jülich-Kleve-Berg, 1822)
  - Reichenbach (Schlesien, 1820)
  - Stralsund (Pommern, 1932)
  - Westpreußen (Ostpreußen, 1939)
- Erstmals 1920 infolge der Abtretungen laut Versailler Vertrag aufgelöst, im Zuge der deutschen Annexionen in Polen 1939 neu eingerichtet, nach der deutschen Kriegsniederlage 1945 erneut aufgelöst:
  - Bromberg (Posen / Danzig-Westpreußen)
  - Danzig (Westpreußen / Danzig-Westpreußen)
  - Marienwerder (Westpreußen / Danzig-Westpreußen)
  - Posen (Posen / Wartheland)
- Vorübergehend 1939 im Zuge der deutschen Annexionen in Polen eingerichtet, nach der deutschen Niederlage 1945 aufgelöst:
  - Hohensalza (Wartheland)
  - Kattowitz (Schlesien)
  - Litzmannstadt (hieß bis 1941 Regierungsbezirk Kalisch; Wartheland)
  - Zichenau (Ostpreußen)
- 1945 nach Anfall der Ostgebiete des Deutschen Reiches an Polen und die Sowjetunion aufgelöst:
  - Allenstein (Ostpreußen)
  - Breslau (Schlesien)
  - Gumbinnen (Ostpreußen)
  - Köslin (Pommern)
  - Königsberg (Ostpreußen)
  - Liegnitz (Schlesien)
  - Oppeln (Schlesien)
  - Schneidemühl (Pommern)
  - Stettin (Pommern)
- Wegen neuer Nachkriegs-Verwaltungsstruktur in den westlichen Besatzungszonen aufgelöst:
  - Minden (Nordrhein-Westfalen, 1947)
  - Sigmaringen (Hohenzollernsche Lande, 1946)
- Wegen neuen Sitzes in den westlichen Besatzungszonen umbenannt:
  - Minden-Lippe (Nordrhein-Westfalen, 1947)
- Wegen neuer Nachkriegs-Verwaltungsstruktur in der sowjetischen Besatzungszone/DDR aufgelöst und durch die Bezirke der DDR als Ersatz für die Länder und Regierungsbezirke ersetzt:
  - Erfurt (Thüringen, 1945)
  - Frankfurt (Brandenburg, 1952)
  - Halle (Sachsen-Anhalt, 1952; Neugründung nach Wiedervereinigung)
  - Magdeburg (Sachsen-Anhalt, 1952; Neugründung nach Wiedervereinigung)
  - Merseburg (Halle-Merseburg, 1945)
  - Potsdam (Brandenburg, 1952)
  - Zwickau (Sachsen, 1946)
- Wegen der Bildung des Landes Baden-Württemberg 1952 umbenannt:
  - Baden, Landesbezirk
  - Württemberg, Landesbezirk
- Während der Gebietsreformen der 1960er und 1970er Jahre aufgelöst bzw. neu zugeschnitten und umbenannt:
  - Aachen (Nordrhein-Westfalen, 1972)
  - Aurich (Niedersachsen, 1978)
  - Braunschweig, Verwaltungsbezirk (Niedersachsen, 1978)
  - Hildesheim (Niedersachsen, 1978)
  - Montabaur (Rheinland-Pfalz, 1968)
  - Nordbaden (Baden-Württemberg, 1973)
  - Nordwürttemberg (Baden-Württemberg, 1973)
  - Oldenburg, Verwaltungsbezirk (Niedersachsen, 1978)
  - Osnabrück (Niedersachsen, 1978)
  - Pfalz (Rheinland-Pfalz, 1968)
  - Rheinhessen (Rheinland-Pfalz, 1968)
  - Stade (Niedersachsen, 1978)
  - Südbaden (Baden-Württemberg, 1973)
  - Südwürttemberg-Hohenzollern (Baden-Württemberg, 1973)
  - Wiesbaden (Hessen, 1968)
- Abschaffung der Regierungsbezirksebene in Rheinland-Pfalz 1999:
  - Rheinhessen-Pfalz
  - Trier
  - Koblenz
- Abschaffung der Regierungsbezirksebene in Sachsen-Anhalt 2003:
  - Dessau
  - Halle
  - Magdeburg
- Abschaffung der Regierungsbezirksebene in Niedersachsen 2004:
  - Braunschweig
  - Hannover
  - Lüneburg
  - Weser-Ems
- Zusammenlegung der Landesdirektionen (vorm. Regierungsbezirke) in Sachsen 2012:
  - Direktionsbezirk Chemnitz
  - Direktionsbezirk Dresden
  - Direktionsbezirk Leipzig

## Historische Entwicklung der Regierungsbezirke in der Bundesrepublik Deutschland
| Datum           | Land (Bundesland)          | Veränderung    | Anzahl |
| --------------- | -------------------------- | -------------- | ------ |
| 23. Mai 1949    | Bundesrepublik Deutschland |                | 31     |
| 25. April 1952  | Baden-Württemberg          | +2             | 33     |
| 6. Mai 1968     | Hessen                     | −1 (Wiesbaden) | 32     |
| 9. Juli 1968    | Rheinland-Pfalz            | −2             | 30     |
| 1. August 1972  | Nordrhein-Westfalen        | −1 (Aachen)    | 29     |
| 1. Februar 1978 | Niedersachsen              | −4             | 25     |
| 1. Januar 1981  | Hessen                     | +1 (Gießen)    | 26     |
| 3. Oktober 1990 | Sachsen-Anhalt             | +3             | 29     |
| 1. Januar 1991  | Sachsen                    | +3             | 32     |
| 1. Januar 2000  | Rheinland-Pfalz            | −3             | 29     |
| 1. Januar 2004  | Sachsen-Anhalt             | −3             | 26     |
| 1. Januar 2005  | Niedersachsen              | −4             | 22     |
| 1. März 2012    | Sachsen                    | −3             | 19     |

## Anzahl der Länder mit Regierungsbezirken
| Datum           | Maßnahme                                                                          | Veränderung | Anzahl |
| --------------- | --------------------------------------------------------------------------------- | ----------- | ------ |
| 23. Mai 1949    | Gründung der Bundesrepublik Deutschland                                           |             | 6      |
| 3. Oktober 1990 | Eingliederung der neuen Länder in die Bundesrepublik Deutschland (Sachsen-Anhalt) | +1          | 7      |
| 1. Januar 1991  | Bildung der Regierungsbezirke in Sachsen                                          | +1          | 8      |
| 1. Januar 2000  | Auflösung der Regierungsbezirke in Rheinland-Pfalz                                | −1          | 7      |
| 1. Januar 2004  | Auflösung der Regierungsbezirke in Sachsen-Anhalt                                 | −1          | 6      |
| 1. Januar 2005  | Auflösung der Regierungsbezirke in Niedersachsen                                  | −1          | 5      |
| 1. März 2012    | Aufhebung der Landesdirektionen (vormals Regierungsbezirke) in Sachsen            | −1          | 4      |